# Países Baixos nos Jogos Olímpicos de Verão de 1900
Os Países Baixos participaram dos Jogos Olímpicos de Verão de 1900 em Paris, na França. O país fez sua estreia nos Jogos em Paris, conquistando 6 medalhas.